# Westminster (Californie)
Pour les articles homonymes, voir Westminster (homonymie).
La municipalité de Westminster est située dans le comté d’Orange, en Californie, aux États-Unis. Lors du recensement de 2010, elle comptait 89 701 habitants, dont une majorité relative de Viêtnamo-Américains (41 %).

## Démographie
| Groupe            | Westminster | Californie | États-Unis |
| ----------------- | ----------- | ---------- | ---------- |
| Asiatiques        | 47,5        | 13,1       | 4,8        |
| Blancs            | 35,7        | 57,6       | 72,4       |
| Autres            | 11,4        | 17,0       | 6,2        |
| Métis             | 3,6         | 4,9        | 2,9        |
| Afro-Américains   | 1,0         | 6,2        | 12,6       |
| Amérindiens       | 0,4         | 1,0        | 0,9        |
| Océaniens         | 0,4         | 0,4        | 0,2        |
| Total             | 100         | 100        | 100        |
|                   |             |            |            |
| Latino-Américains | 23,6        | 37,6       | 16,7       |

En 2010, les Viêtnamo-Américains représentent 41,4 % de la population de la ville.
Selon l'American Community Survey, pour la période 2011-2015, 38,72 % de la population âgée de plus de 5 ans déclare parler vietnamien à la maison, alors que 34,74 % déclare parler l'anglais, 18,02 % l'espagnol, 2,09 % une langue chinoise, 1,06 % l'arabe, 0,83 % le tagalog, 0,58 % le japonais et 3,94 % une autre langue.
| 1890 | 1900  | 1910  | 1920  | 1930   | 1940   |
| ---- | ----- | ----- | ----- | ------ | ------ |
| 585  | 1 590 | 4 550 | 7 997 | 14 822 | 16 115 |

| 1950   | 1960   | 1970   | 1980   | 1990   | 2000   |
| ------ | ------ | ------ | ------ | ------ | ------ |
| 23 433 | 33 663 | 60 076 | 71 133 | 78 118 | 88 207 |

| 2010   | - | - | - | - | - |
| ------ | - | - | - | - | - |
| 89 701 | - | - | - | - | - |

## Jumelages
Moriguchi (Japon) depuis 1963
 Quezon City (Philippines) depuis 1991
 Lijiang (Chine) depuis 2002

### Villes d'amitiés
Zhenjiang (Chine) depuis 2008
 Yunfu (Chine) depuis 2009